# Requinto
Il termine requinto è usato sia in spagnolo che in portoghese per indicare una versione più piccola e acuta di un altro strumento. Quindi, ci sono chitarre requinto, tamburi e diversi strumenti a fiato.

## Strumenti a fiato
Requinto nello spagnolo del XIX secolo stava per "piccolo clarinetto". Oggi, la parola requinto, quando usata in relazione a un clarinetto, si riferisce al clarinetto Mi-bemolle, noto anche come requint in lingua valenzana.
Requinto può anche significare un flauto acuto (simile ad un ottavino), o la persona che lo suona. In Galizia, la parola potrebbe riferirsi a uno strumento simile a un piffero di legno tenuto lateralmente.

## Piccola chitarra

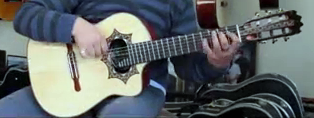
Suonatore di chitarra requinto

La chitarra requinto ha sei corde di nylon con una scala lunga da 53 fino a 54 centimetri (20,9 fino a 21,3 pollici), cioè circa il 18% più piccola della scala di chitarra standard. I requinto sono accordati: A2-D3-G3-C4-E4-A4, una quarta più alti rispetto alla chitarra classica standard.
È stato inventato e reso popolare durante gli anni 40 dal chitarrista/cantante messicano Alfredo Gil del trio di musica romantica Los Panchos. Le chitarre requinto sono usate anche in tutta l'America Latina.
I requinto fabbricati in Messico hanno un corpo più profondo di una chitarra classica standard (11 centimetri (4,3 pollici) rispetto a 10,5 centimetri (4,1 pollici). I requinto fabbricati in Spagna tendono ad avere la stessa profondità dello standard classico.

## Altri strumenti a corda

### Viola portoghese

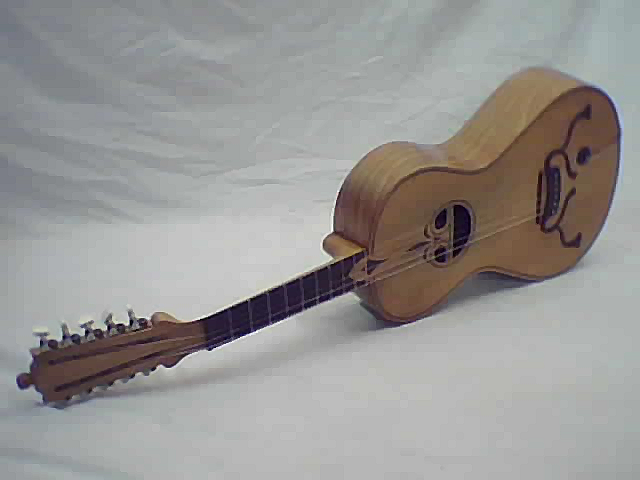
Viola braguesa

Molte viole portoghesi, come la viola braguesa, hanno anche versioni più piccole, chiamate "requinta".
La viola braguesa requinta è sintonizzata: A4 A3, C5 C4, F5 F4, C # 5 C # 5, E5 E5. Questa accordatura è una quinta sopra la viola braguesa standard.

### Tiple portoricano
A Porto Rico ci sono molti piccoli strumenti chiamati tiple requinto. Questi di solito hanno 3 o 4 corde.

### Tiple requinto colombiano
Il requinto tiple colombiano (o tiple colombiano requinto) è più piccolo di un tiple colombiano standard ed a volte è più simile a un violino o a un cuatro portoricano, o a volte come una piccola chitarra (più piccola del Tiple standard). Ha anche 12 corde ed è anche incordato a tre, ma il tono più alto significa che tutte le corde sono accordate all'unisono. È sintonizzato D4 D4 D4, G4 G4 G4, B4 B4 B4, E4 E4 E4.

### Guitarro o guitarrico aragonese
Il guitarro aragonés, di Aragona, in Spagna, sembra una piccola chitarra. Ha 4 o 5 corde e di solito è accordato A-D-G-C-E-A. Quello a 4 corde è accordato di solito E-C#-A-D

### Requinto Jarocho
Il requinto jarocho o guitarra de son è uno strumento a corde pizzicate, suonato solitamente con un plettro speciale. È uno strumento a quattro o cinque corde originario di Veracruz, Messico.
Il requinto è usato nei gruppi conjunto jarocho. In assenza dell'arpa, il requinto introduce tipicamente il tema melodico del son e poi continua fornendo un contrappunto largamente improvvisato sulla linea vocale.

## Piccolo tamburo
Il tamburo requinto è utilizzato nel genere popolare portoricano plena, dove si tratta di un piccolo tamburo conico a mano che improvvisa sugli altri ritmi del tamburo.